# Gonnostramatza
Gonnostramatza är en ort och kommun i provinsen Oristano i regionen Sardinien i Italien. Kommunen hade 879 invånare (2017).